# Monica Törnell
Monica Kristina Ingeborg Törnell, född 3 juni 1954 i Trönö församling, Hälsingland (Gävleborgs län), är en svensk sångerska och låtskrivare. Efter att ha upptäckts av Cornelis Vreeswijk  1971 var hon under två decennier en framstående sångerska inom flera genrer, främst visa och rock. Tillsammans med Lasse Holm sjöng hon Sveriges bidrag i Eurovision Song Contest i Bergen, Norge 1986. År 2017 utgav hon Understanding Eye, vilket är hennes första egna album på 25 år. Hon är mor till Tobias (född 1973) och Mattias Törnell (född 1980).

## Biografi

### Barndomen

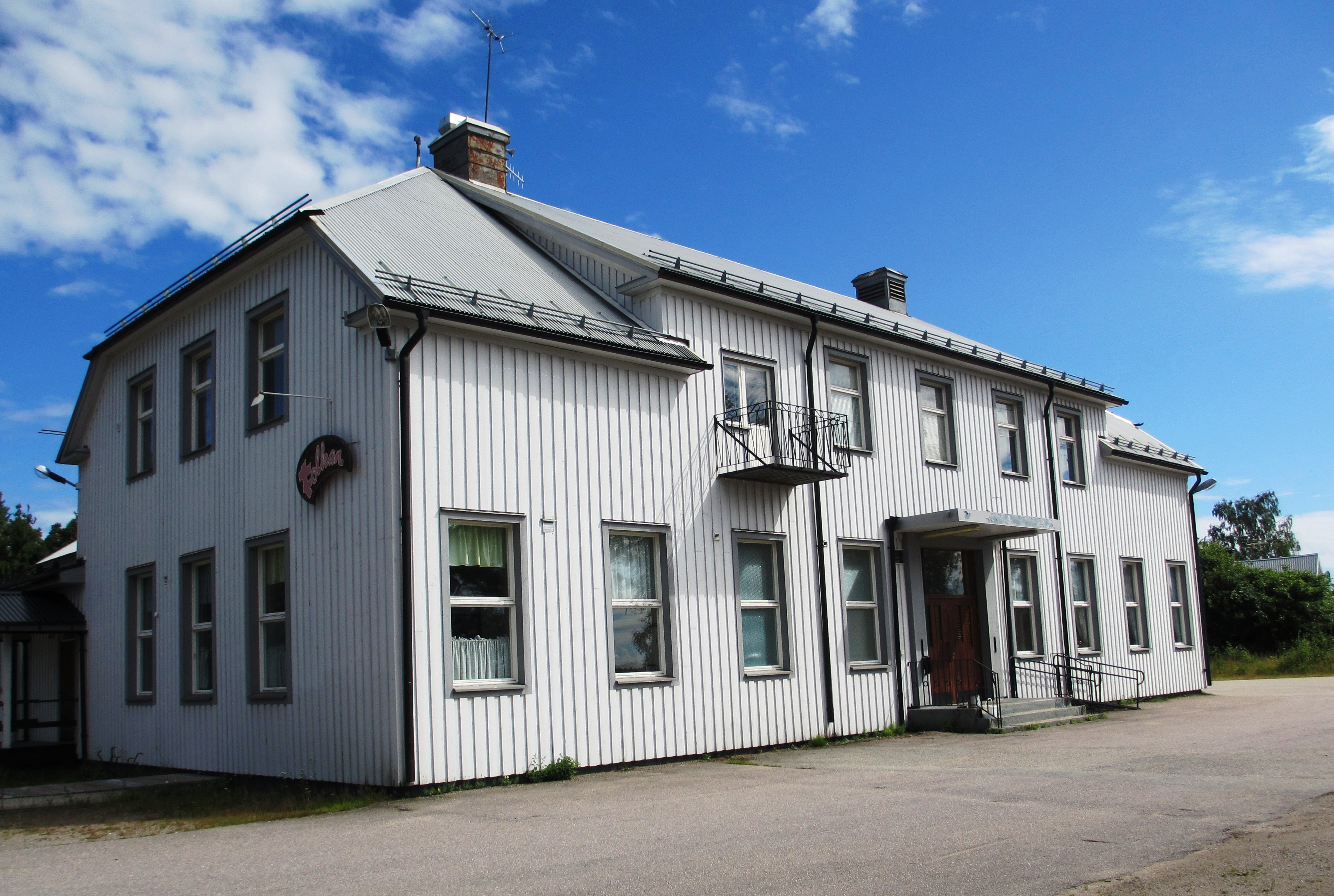
Ljusne Folkets hus

Monica Törnell föddes den 3 juni 1954 i Trönö (i dåvarande Norrala kommun) som dotter till Jöns Törnell (1931–2013) och Saimi Jansson (1934–1995). Fadern var anställd vid L M Ericsson i Söderhamn och hade träffat sin blivande fru, som då var konditoribiträde på Centralcaféet (numera CC-puben), beläget i Centralpalatset i Gävle, i samband med militärtjänstgöring vid Hälsinge regemente i sistnämnda stad. Paret vigdes den 31 juli samma år i Trönö gamla kyrka. Den första tiden bodde familjen hos faderns föräldrar i Trönö, men efter någon månad fick de en omodern etta på samma ort. Det andra barnet, sonen Bror, föddes 1956 och när dottern var i fyraårsåldern flyttade familjen till Söderhamn.
I Söderhamn började Törnell i mycket unga år att besöka Folkets park, där hon hörde på artister som Lill-Babs, Jerry Williams och många andra. Hon började också tidigt att sjunga själv och debuterade inför publik som åttaåring. Det var 1962, då hon sjöng uppjazzade barnvisor inför 700 personer på L M Ericssons julfest i hemstaden. Ett halvår senare sjöng hon inför 7 000 personer under allsångstillställningen "Måndagskvitter" i Boulognerskogen i Gävle. Efter detta följde en rad uppträdanden i folkparkerna i hemtrakterna.  Hon var för övrigt även duktig på att teckna och blev 1965 en av fem förstapristagare i teckningstävlingen "Ung fantasi", i vilken 1500 skolelever deltog. I tidiga tonåren spelade hon fiol och sjöng både solo och i kör och i slutet av 1960-talet var hon med i sånggrupper som He, She and You och TJI. Dessa grupper bestod endast av gitarrer och bas och man sjöng mest amerikansk folkmusik med mycket stämsång. Den 20 februari 1971 vann hon en vokalisttävling på Ljusne Folkets hus, då hon sjöng låten "Summertime"  och bland andra den kände orkesterledaren Eskil Eckert-Lundin satt i juryn.

### Genombrottet
I maj 1971 sjöng Törnell på invigningsfesten på kvarterskrogen "Tolvan" på Oxtorgsgatan 12 i Söderhamn som hennes far då öppnade tillsammans med en kompis. Samtidigt uppträdde Cornelis Vreeswijk på Statt tvärs över gatan, vilket ledde till att hon upptäcktes av honom, men hon var emellertid redan då relativt välkänd i hemtrakterna. Efter att ha kommit i kontakt med Cornelis slutade hon som fotoelev, vilket hon varit i sju månader efter att ha slutat grundskolan. Under senare delen av 1971 och i början av 1972 gjorde hon en större turné i både Sverige och Danmark tillsammans med Cornelis. Övriga musiker på turnén var Björn J:son Lindh, Palle Danielsson, Kenny Håkansson, Björn Ståbi och Pers Hans Olsson. Cornelis ordnade en demoinspelning som han presenterade för Göte Wilhelmson på sitt nya skivbolag Phonogram. Hon erbjöds först skivkontrakt för en singel, men tackade nej till detta eftersom hon ville göra en LP, något som hon också fick göra senare under 1972. Cornelis, som då var bosatt i Skåne, tog kontakt med Hoola Bandoola Band och föreslog ett samarbete mellan dem och Törnell. Malmöbandet var inte intresserat av detta eftersom de inte ville bli ett kompband. Törnell säger att inte heller hon var intresserad av detta eftersom hon ogillade politiseringen inom musikrörelsen. Cornelis gav dock ett antal texter, vilka var avsedda för Törnell, till Mikael Wiehe och bad honom att skriva musik till dessa. Så skedde också, men då Cornelis aldrig hörde av sig igen, använde Wiehe i stället denna musik på Hoola Bandoola Bands tredje album, På väg (1973). Under sin första tid i den snåriga nöjesbranschen gav också Cornelis och hans dåvarande fru Bim Warne henne betydelsefull vägledning. Hon fick också uppträda i TV, bland annat i Halvsju och Lasse Berghagens Strapetz och nådde därigenom en bredare publik.
Hennes verkliga genombrott kom den 10 juli 1972 på Visfestivalen i Västervik.  När hon gick av scenen hade publiken insett att Cornelis gjort ett verkligt fynd. Samma år skivdebuterade hon med en vis- och folkmusikinspirerad LP, Ingica, vilken utgavs av Phonogram med etiketten Philips. På skivan spelade musiker som Björn J:son Lindh och Janne Schaffer samt Vreeswijk själv. Hon sjöng också duett med Cornelis i låten "Jenny Jansson" på hans album Visor, svarta och röda (1972) och med Ola Magnell i låten "Man ska vara två" på hans första LP Påtalåtar (utgiven 1974). Hösten 1973 lämnade hon Söderhamn och bosatte sig tillsammans med sitt då nyfödda barn i ett kollektiv i Stockholm, något som dock blev kortvarigt eftersom denna boendeform inte passade henne. Redan ett halvår senare var hon tillbaka i Söderhamn, där hon därefter stannat. Under denna tid spelade hon dock in sin andra album, Alrik (1973), i samma stil som det första, vilken också blev en framgång. Båda hennes första album var producerade av Lill-Babs bror Lasse Svensson, tidigare trummis i Tages och Blond. Samma år gjorde hon ett antal framträdanden tillsammans med Tomas Ledin, som också var med i Västervik på samma dag som hon året innan. Hon sjöng också ledmotivet till Per Oscarssons omdiskuterade långfilm Ebon Lundin (biopremiär 1973) tillsammans med Arne Olssons jazzorkester Vieux Carré.
Törnell sammankopplas ofta med proggrörelsen, men fick sällan sjunga i progressiva sammanhang, eftersom hon tillhörde ett kommersiellt skivbolag. Även de visor som hon sjöng uppfattades ofta negativt inom denna rörelse, något som föranledde Peter Mosskin, författare och tidigare medlem i bandet Gläns över sjö & strand, att i ett brev till tidningen Musikens makt 1974 under rubriken "Vad är det för fel på känslor?" uppmana rörelsen att "låna ut ett öra" även till den musik som inte var utgiven på progressiva skivbolag.  Hon var emellertid själv kritisk mot musikrörelsen och sade 1977 att hon hoppades att denna "skall börja gå vidare. Inte vara så enkelspåriga, snöa in på en sak och tjafsa om det. Bli mer öppna och debattera".

### Åren 1974–79
I mitten av 1970-talet orienterade Törnell sig mot rock och turnerade en tid med ett eget band, Monica Törnell Band,  bestående av Henrik "Hempo" Hildén (från jazzrockgruppen Splash) på trummor, Per Sydén (född 1952) på elbas samt hennes bror, Bror "Bobo" Törnell på gitarr. År 1975 kom den engelskspråkiga skivan Don't Give a Damn (1975), vilken var producerad av Björn J:son Lindh. På albumet medverkade flera medlemmar från Splash samtidigt som Bobo Törnell var gitarrist. Han återkom ofta på Monica Törnells senare album, både som gitarrist och som låtskrivare. Albumet var ett slags revolt mot bilden av henne som vissångerska och innebar även att hon alltmer vände sig från proggrörelsen, då man inom denna rörelse tydligt tagit ställning för att svenska artister bör sjunga på svenska. Hennes sångröst kom i medierna att jämföras med Melanies och Janis Joplins, men hon nämnde själv även den franska chansonskolan som inspiration.
Under 1976 tog hon ett sabbatsår från musiken för att som ensamstående mor sköta om sonen Tobias. Hon arbetade även på restaurang och studerade österländska religioner. År 1977 kom ytterligare ett engelskspråkigt album, Bush Lady, inspelat i Storbritannien med den amerikanske jazztrumpetaren Stephen Franckevich, tidigare medlem i bland annat Mahavishnu Orchestra, som producent. Detta album blev dock inte någon större kommersiell framgång. I oktober 1977 medverkade hon på den feministiska Kvinnokulturfestivalen på dåvarande Gamla Riksdagshuset i Stockholm, arrangerad av bland andra Suzanne Osten och Louise Waldén.  Hon fick nya framgångar då hon återvände till det svenska språket och tillsammans med kompgruppen New Band (med flera medlemmar från bandet Östan Sol, Västan Måne) utgav LP:n Jag är som jag är... (1978), producerad av Björn J:son Lindh. Detta album innehåller bland annat låtar som "En kungens man" (skriven av Björn Afzelius redan 1974 ) och "Kavaljersvisa från Värmland", vilka blev stora succéer. Hon belönades med Dagens Nyheters Kasperpris för detta album och i juli samma år sjöng hon åter på Visfestivalen i Västervik. I likhet med en rad andra artister stödde hon linje 3 inför Folkomröstningen om kärnkraft och medverkade 1979 på ett samlingsalbum med titeln Nej till kärnkraft! med låten "Vi går tillsammans den dagen det är slut" (Tom Lehrer, svensk text Per-Anders Boquist). Samma år kom också det egna albumet Ingica Mångrind, även detta tillsammans med New Band och i huvudsak på svenska, men med henne själv som producent.

### 1980-talet

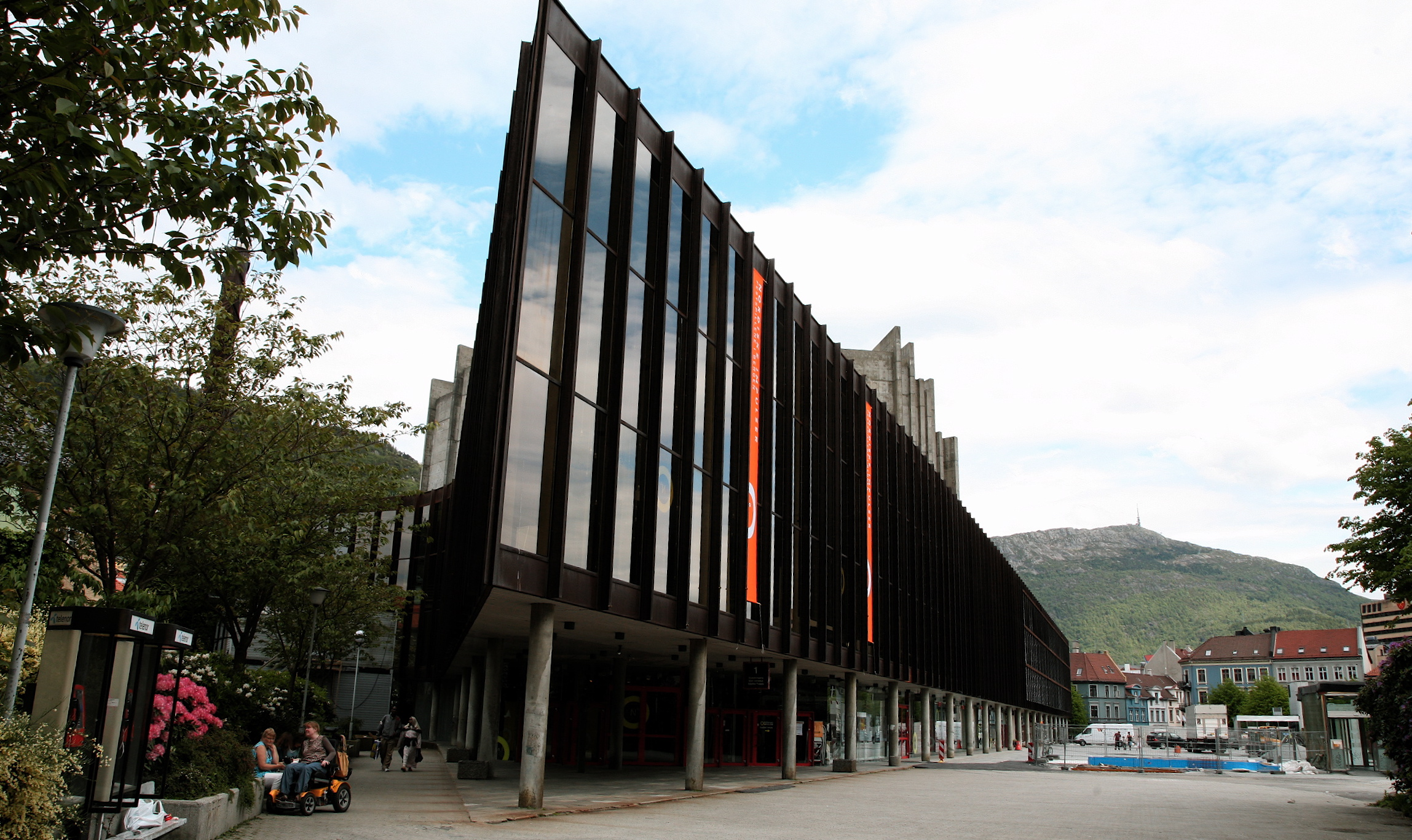
Grieghallen i Bergen där Eurovision Song Contest 1986 hölls.

I början av 1980-talet återvände Monica Törnell till rocken och började alltmer skriva egna låtar. Med albumet Ängel (1982) inleddes ett längre samarbete med producenten Ulf Wahlberg, som då även spelade keyboard i Secret Service.  Samma år medverkade hon också i ett par låtar på albumet Z med bland andra Mats Zetterberg, känd från de lundabaserade grupperna Fiendens musik och Bluesblocket. Vid sidan av rocken visade hon 1983 på ett album med trumpetaren Weine Renliden att hon även har goda förutsättningar som jazzsångerska. Hon anslöt sig till föreningen Artister för fred och sjöng på Svenska freds- och skiljedomsföreningens jubileumsgala på Södra teatern i Stockholm 2–3 april 1983. I övrigt kan nämnas att hon var "sommarpratare" i radion 13 juli samma år.
År 1984 kom Törnells LP Mica som vid sidan av jättesuccén "Vintersaga" av Ted Ström även innehöll de egna låtarna "Heden" och "Känslan i maj", vilka blev stora framgångar (den sistnämnda kom 1989 även i instrumental version med Putte Wickman och Ivan Renliden). Hon hade då gått över till det av Sture Borgedahl ledda skivbolaget Air Music och var i mitten av 1980-talet tillsammans med Adolphson & Falk en av detta bolags viktigaste artister. Hon medverkade även i ett par låtar på Ströms egna album i mitten av 1980-talet. År 1984 kom ännu ett nytt album, Fri, på vilket märktes låtar som titelspåret "Fri", skrivet av Monica själv, och "Nio liv". År 1985 sjöng hon också låten "Hav utan hamn" på Lasse Wellanders album Full hand samt duett med Per Gessle i låten Rickie Lee på hans soloalbum Scener. Hon medverkade också i den uppmärksammade ANC-galan på Scandinavium i Göteborg i slutet av november samma år.
År 1986 framförde hon tillsammans med Lasse Holm låten "E' de' det här du kallar kärlek" (skriven av Holm), vilken blev vinnare i den svenska Melodifestivalen. Då Eurovision Song Contest 1986 avgjordes i  Grieghallen, Bergen, kom låten på femte plats. Att delta i denna tävling var inte helt okontroversiellt eftersom hon tidigare sammankopplats med proggrörelsen. Hon hade för övrigt 1977 själv kallat Melodifestivalen "den här jävla schlagertävlingen". Hon motiverade sitt deltagande med att det var en låt som hon verkligen tyckte om, men poängterade samtidigt att hon egentligen föredrog en helt annan typ av musik och således inte hade för avsikt att bli någon "schlagerdocka". Holm hade fått kontakt med Törnell genom att han året innan varit en av producenterna för det album av Lasse Wellander som Törnell då medverkade på.
Samma år kom också albumet Big Mama, på vilket även Steve Marriott (känd från grupperna Small Faces och Humble Pie) medverkade som gästartist. Detta framstår som ett mellanalbum, producerat av i huvudsak Janne Schaffer och Törnell själv. Hon medverkade under denna tid i Kjell Alinges radioprogram Eldorado, med låtar som "Jag kan se dig" (en cover på "Boys of Summer" av Don Henley och Mike Campbell med svensk text av Peter R. Ericson, 1987). Året därpå bidrog hon med tre låtar till ett minnesalbum över Cornelis Vreeswijk, Den flygande holländaren med bland annat sin tolkning av hans låt "Ågren". Hon utgav ytterligare två egna album under 1980-talet, nu åter med Ulf Wahlberg som producent, Månfred (1988) med bland annat den framgångsrika låten Vind ska komma, och Vive la Mystique (1989). Under senare delen av 1980-talet gjorde hon fyra framträdanden på Visfestivalen i Västervik, 1985, 1986, 1988 och 1989. Turnéerna fortsatte trots att hon i mitten av 1980-talet hade drabbats av allvarliga hälsoproblem. Hon uppger att hon under senare delen av detta decennium under turnéerna till följd av sjukdomen ibland inte mindes var hon var eller hur hon kommit dit.

### 1990-talet
Under 1990-talet blev av hälsoskäl såväl hennes skivinspelningar som scenframträdanden betydligt färre. Från denna tid har hon i huvudsak varit verksam som bildkonstnär och ställt ut oljemålningar bland annat i Söderhamn och Sundsvall. År 1992 gav hon dock ut en cd med visor av Lennart Hellsing. Dessa var tonsatta av Klas Widén och Georg Riedel. Samma år medverkade hon även på ett album med gävlebandet Twang. Hon gjorde också nya framträdanden på Visfestivalen i Västervik 1991 och 1994. År 1997–98 gjorde hon ett inhopp som skådespelare i rollen som väverskan i Hans Klingas uppsättning av Astrid Lindgrens Mio, min Mio på Dramaten i Stockholm. År 1998 framträdde hon även i TV-programmet Livslust och berättade om sin sjukdom och den diagnos som fastställts först efter tio år, kroniskt trötthetssyndrom.  I oktober 1999 sjöng hon åter för publik på en RSMH-gala på Gävle Konserthus. Samma år medverkade hon också med låten "Pilträd gråt för mig" (Ann Ronell–Fjellström/Bourne) på ett hyllningsalbum till den då nyligen avlidne gitarristen Jan-Eric "Fjellis" Fjellström.

### På senare år

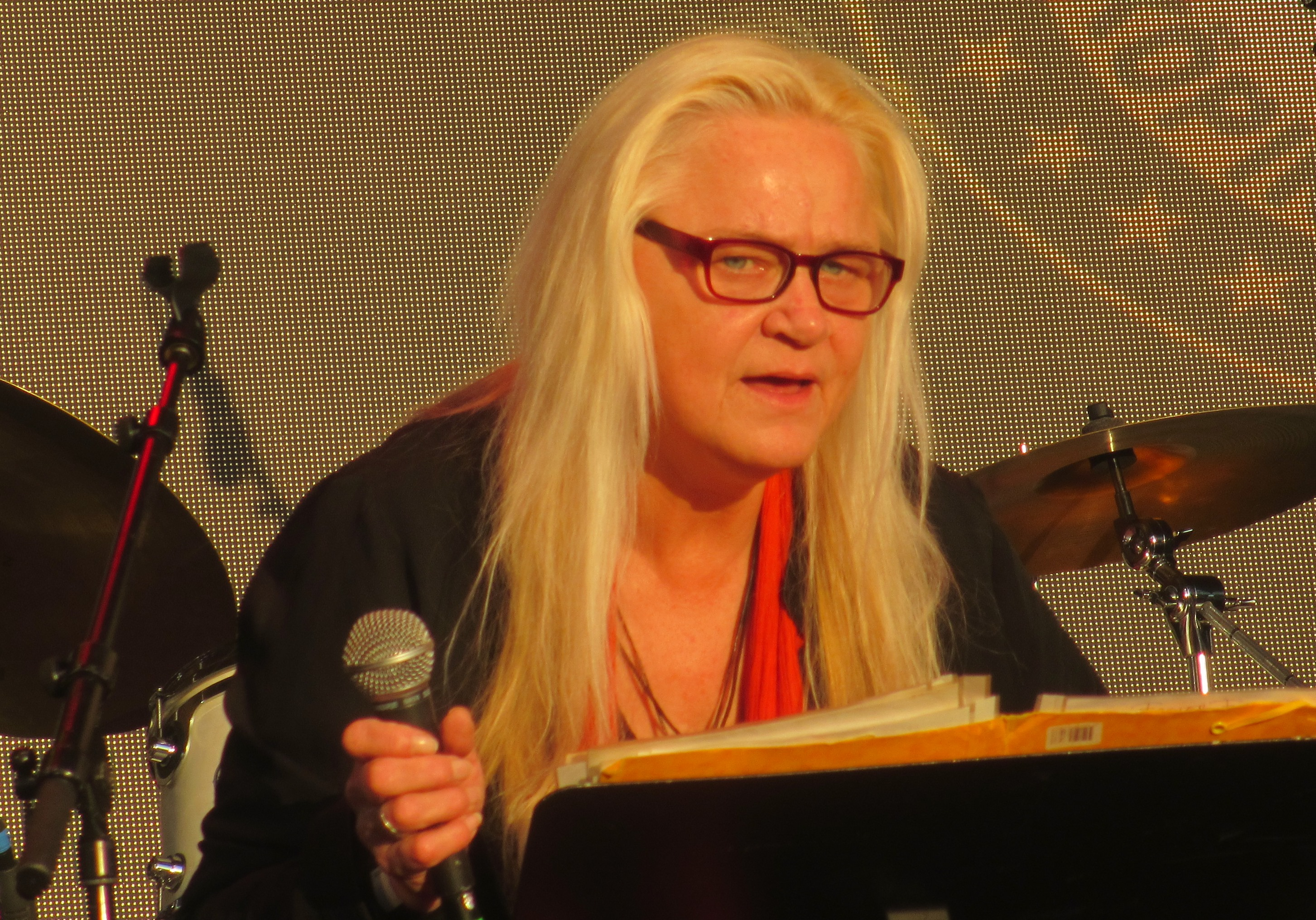
Monica Törnell på Jönköpings Musikfestival den 30 maj 2015.

År 2001 sjöng Törnell på Cornelisdagen på Mosebacke Etablissement i Stockholm tillsammans med jazzmusikern Thomas Jutterström från Söderhamn.  I början av 2000-talet gjorde hon även ett antal framträdanden, bland annat under Söderhamnsdagarna, tillsammans med coverbandet Rocktools från Söderhamn. I januari 2005 sjöng hon på en stödgala för tsunamikatastrofens offer som hölls på Gävle Konserthus. Hon medverkade i Bingolotto på TV 4 2004 och i Go'kväll på SVT2 2005.
År 2004 medverkade Törnell tillsammans med den brittiska gruppen Dr. Feelgood på samlingsalbumet Rendezvous med "I'm So Happy", en tidigare outgiven låt som hon själv skrev i början av 1980-talet. Året därpå sjöng hon duett med Thorsten Flinck i låten "Här och nu" (av Björn Afzelius) på albumet Vildvuxna rosor. År 2007 medverkade hon med låten "When I Paint My Masterpiece" på samlingsalbumet Whatever Colors You Have in Your Mind. Hon deltog också i musikprojektet Mother, vilket leddes av Gävles numera avlidne punkveteran Per Forsgren och resulterade i albumet LP (2008). 
Törnell har medverkat i projektet Söderhamn för alla, vilket utgivit två musikalbum med kristen musik framförd av lokala artister, vilka sålts till förmån för hemlösa och andra behövande i Söderhamn. På det första – Söderhamn för alla (utgivet i maj 2011) – sjunger hon Elsa Eklunds sång "Mamma, är det långt till himlen?", och på det andra – Söderhamn för alla önskar God Jul (utgivet i december 2012) – framför hon julpsalmen Stilla natt. I december 2012 återutgav Universal Music Sweden hennes album Ingica (1972) och Jag är som jag är... (1978). I den av Coste Apetrea sammanställda samlingsboxen Progglådan (2013) har Törnell en egen skiva med tolv låtar inspelade 1978 för Sveriges Radios program Tonkraft. År 2014 tilldelades hon utmärkelsen "Legitimerad legend", vilken instiftats av Mikael Ramel och Wille Crafoord.
Även om Törnells hälsotillstånd förbättrats sedan hon 2001 fick diagnosen hypotyreos och medicinering mot denna sjukdom inleddes, har än så länge en comeback i större skala inte varit möjlig. Hon har under senare år även ägnat sig åt att skriva på en planerad bok om sin sjukdom och sina erfarenheter av den svenska sjukvården.
I oktober 2017 gav Törnell ut Understanding Eye, vilket är hennes första egna album med nyinspelat material på 25 år och genremässigt anknyter till den jazzrock som hon ägnade sig åt i mitten av 1970-talet. Hon invaldes i Swedish Music Hall of Fame 2022 och tilldelades Cornelispriset 2024.

## Priser och utmärkelser
- 1978 – Dagens Nyheters Kasperpris
- 1978 – Gävleborgs läns landstings kulturstipendium [47]
- 2003 – Ejnar Westling-stipendiet[48]
- 2014 – Legitimerad legend
- 2022 – Swedish Music Hall of Fame
- 2023 – Hälsinge Akademis hedersbelöning[49]
- 2024 – Cornelispriset

## Diskografi

### Egna album
- 1972 – Ingica (Philips 6316 017, återutgivet på cd 2012)
- 1973 – Alrik  (Philips 6316 033)
- 1975 – Don't Give a Damn (Philips 6316 052, japansk pressning Swe Disc SW25-6007)
- 1977 – Bush Lady (Mercury 6363 011)
- 1978 – Jag är som jag är... (Philips 6316 108, återutgivet på cd 2012)
- 1979 – Ingica Mångrind (Philips 6316 123)
- 1982 – Ängel (Mercury 6362 088)
- 1984 – Mica (Air AIRLP 1013)
- 1984 – Fri (Air AIRLP 1015)
- 1986 – Big Mama (Air AIRLP 1019)
- 1986 – Förut..., Monica Törnells bästa (urval från äldre album, Air AIRLP 1021)
- 1988 – Månfred (RCA PD 71635)
- 1989 – Vive la Mystique (V.I.P. VCD 5001)
- 1992 – Äppelkväll, Monica Törnell sjunger Lennart Hellsing (Locomotion LOCO C-124)
- 1996 – Monica Törnell (urval från äldre album, Karussell 552 566-2)
- 2017 – Understanding Eye (MT Music 17006)

### Med musikprojektet Mother
- 2008 – LP (Mother Songs MOLP-1)

### Medverkan på samlingsalbum (urval)
- 1977 – Sånger och musik från Kvinnokulturfestivalen (Silence Records SRS 4647)
- 1978 – Visfestivalen Västervik 1978  (Polydor 2379167)
- 1979 – Nej till kärnkraft! (MNW 99P)
- 1985 – Visfestivalen i Västervik 20 år (Sonet SLPD-2098)
- 1985 – ANC-galan. Svensk rock mot apartheid (Amalthea NLP 2001)
- 1987 – Eldorado. Äventyret fortsätter... (Sonet SLP 2788)
- 1988 – Den flygande holländaren (EMI 7910922)
- 1995 – På ruinens brant. 30 år med VisFestivalen i Västervik (Gazell GAFCD-1003)
- 1999 – Fjellis – till och från en blå man (Playground PGMCD 3)
- 2004 – Rendezvous (Darrow BAM-334-21573)
- 2007 – Whatever Colors You Have in Your Mind – A Tribute to Bob Dylan (Darrow BAM-334-41873)
- 2011 – Söderhamn för alla (SFA 001)
- 2012 – Söderhamn för alla önskar God Jul (SFA 002)
- 2013 – Progglådan (Sveriges Radio AB/Marbacken AB, Progg-CD D07)

Dessutom har låtar återutgivits på en rad hitsamlingar och temaalbum med diverse artister samt samlingar av melodifestivalbidrag.

### Medverkan på andra artisters album
- 1972 – Cornelis Vreeswijk: Visor, svarta och röda (Philips 6316 018)
- 1974 – Ola Magnell: Påtalåtar (Metronome MLP 15.504)
- 1978 – Day Dream (med Janne Goldman): Dagdröm (Polydor 2379 166)
- 1982 – Örjan Englund: Mamma, låt inte din grabb växa upp till cowboy (Election ELOLP 1101)
- 1982 – Zetterberg & Co: "Z" (Tredje tåget TTLP 2)
- 1983 – Weine Renliden and His All Stars (Trumpet TLP 305)
- 1984 – Ted Ström: Ge mig mer (Sonet SLP-2753)
- 1985 – Per Gessle: Scener (EMI 1361911)
- 1985 – Roger Rönning: Brinner av lust (Air RAIRLP 1003)
- 1985 – Lasse Wellander: Full hand (CMM Records CMLP 102)
- 1986 – Ted Ström: Stråk (Frituna FRLP-218)
- 1987 – Björn Holm: Man överbord (EMI 1362591)
- 1989 – Putte Wickman & Ivan Renliden: Så skön som solen (endast som kompositör, AIRLP 1029)
- 1992 – Twang: Välkommen hit  (Start Klart SKRCD-011)
- 2005 – Thorsten Flinck: Vildvuxna rosor (Bonnier Amigo Music BAM-334-22231)

### Egna singlar
- 1974 – Long Long Weekend/Give It Back (Philips 6015 107)
- 1975 – I'm in Love with a Big Blue Frog/Sam Hill (Philips 6015 158, även utgiven i promoversion, Phonogram 6015 158)
- 1977 – Katastrofen/Snowcold Day (Mercury 6062 037)
- 1981 – En liten aning om helvetet/Ängel (Mercury 6016 053)
- 1984 – Vintersaga/Krig (Air AIRS 018)
- 1984 – Känslan i maj/Nu lever jag igen (Air AIRS 020)
- 1984 – Fri/Bidar min tid (Air AIRS 023)
- 1985 – Nio liv (maxisingel, Air AIRS 025 MAX)
- 1986 – Mellan raderna (Kom till mig)/Du måste så för att få skörd (Air AIRS 035)
- 1987 – Jag visste så väl/Ensam (RCA PB 60275)
- 1988 – Vind ska komma/En enda timme (RCA PB 60281)
- 1988 – På andra sidan midnatt/På kanten av ett stup (Bozz BOS 1016)
- 1989 – Vive la Mystique/Resan (V.I.P. VS 1002)
- 1990 – Någonting/Kastar mina svärd (maxisingel, V.I.P. VMX 1001)
- 1992 – Blått/Äppelkväll/Därför kan jag inte sova (promo, Locomotion LOCO PRO-2)

### Övriga singlar
- 1985 – Roger Rönning: Cecilia/På samma hotell (Air RAIRS 004)
- 1986 – Lasse Holm & Monica Törnell: E' de' det här du kallar kärlek/En kärleksmagi (Mariann MAS 2454)
- 1986 – Lasse Holm: Canelloni, Macaroni (Pizzeria Fantasia)/Another Kind of Loving (Mariann MAS 2456)
- 1986 – Lasse Holm & Monica Törnell: Another Kind of Loving/E' de' det här du kallar kärlek (västtysk pressning Hansa 108 249, nederländsk pressning Dureco Benelux 5127, portugisisk pressning Duplisom SG-3002)
- 1989 – Grace: Half of Me/Biko (LCM Records LCM S-003)
- 1989 – After Ski: Låt oss bygga en bro/Hermann (med Susanne Alfvengren, Peter Lundblad,  Lisa Nilsson, Tommy Nilsson, Mikael Rickfors, Anne-Lie Rydé, Björn Skifs, Jerry Williams, Monica Zetterlund m.fl., utgiven till stöd för Stenmarkfonden (Svenska Skidförbundet), Bozz BOS 1047)
- 1992 – Twang: Här för dig/Jag har en vän  (Start Klart SKRCDS-011)
- 1995 – Lasse Holm In Da Mix (promo, maxisingel, medley av låtar av Lasse Holm, Columbia)

## Musiktryck
- 1977 – En Alrik och sju andra visor [även Öje brudmarsch, Han gick på ängen, Suplåt, Jag går min väg, Näckens dotter, Morgonmarsch, Sam Hill] (Intersong-förlagen)
- 1984 – Mica (Air Music AIR 853)
- 1984 – Fri (Air Music AIR 923)
- 1986 – Big Mama (Air Music AIR 979)
- 1986 – E' de' det här du kallar kärlek (Club Mariann Music)